# 图尔农圣皮埃尔
图尔农圣皮埃尔（法語：Tournon-Saint-Pierre，法語發音：[tuʁnɔ̃ sɛ̃ pjɛʁ]）是法国安德尔-卢瓦尔省的一个市镇，位于该省最南部，和安德尔省接壤，属于洛什区。

## 地理
图尔农圣皮埃尔（46°44'21"N, 0°57'14"E）面积14.76 平方千米，位于法国中央-卢瓦尔河谷大区安德尔-卢瓦尔省，该省份为法国中西部省份，北起萨尔特省、东北接卢瓦-谢尔省，东南接安德尔省，南至维埃纳省，西临曼恩-卢瓦尔省。
与图尔农圣皮埃尔接壤的市镇（或旧市镇、城区）包括：克勒兹河畔伊泽尔、克勒兹河畔内翁、图尔农圣马丹、克莱斯河畔博赛。
图尔农圣皮埃尔的时区为UTC+01:00、UTC+02:00（夏令时）。

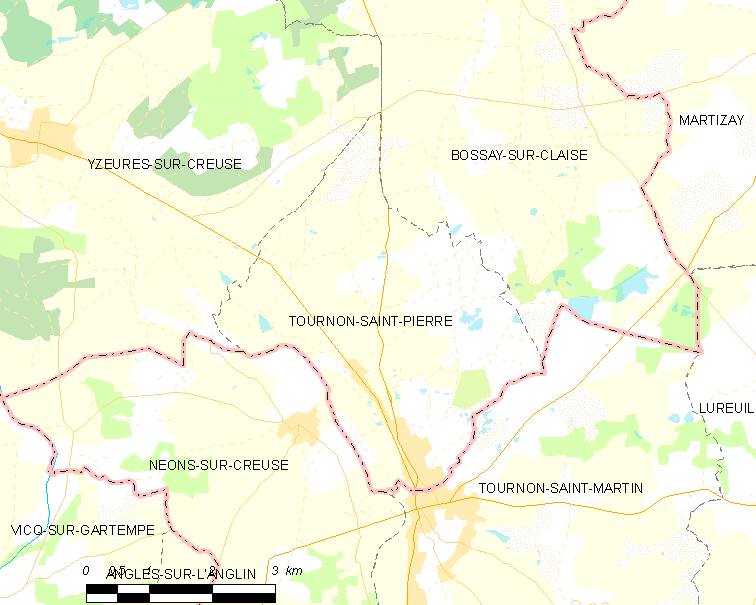
图尔农圣皮埃尔的OSM定位图

## 行政
图尔农圣皮埃尔的邮政编码为37290，INSEE市镇编码为37259。

## 政治
图尔农圣皮埃尔所属的省级选区为笛卡尔县。

## 人口

1962-2008年间图尔农圣皮埃尔人口变化图示

图尔农圣皮埃尔于2022年1月1日时的人口数量为437人。